# Lettre à M. Dacier

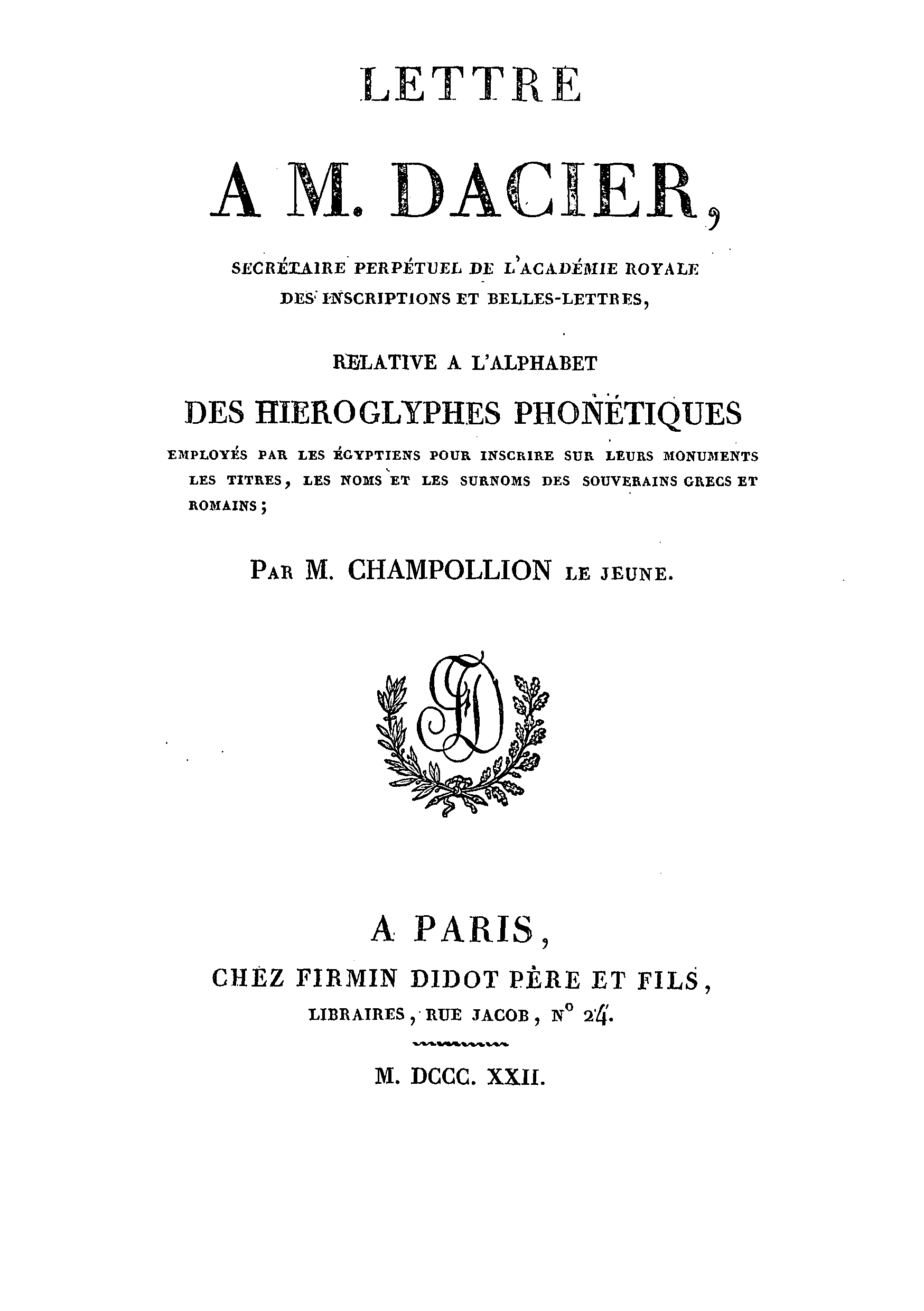
Copertina della prima edizione di Lettre à M. Dacier, Jean-François Champollion.

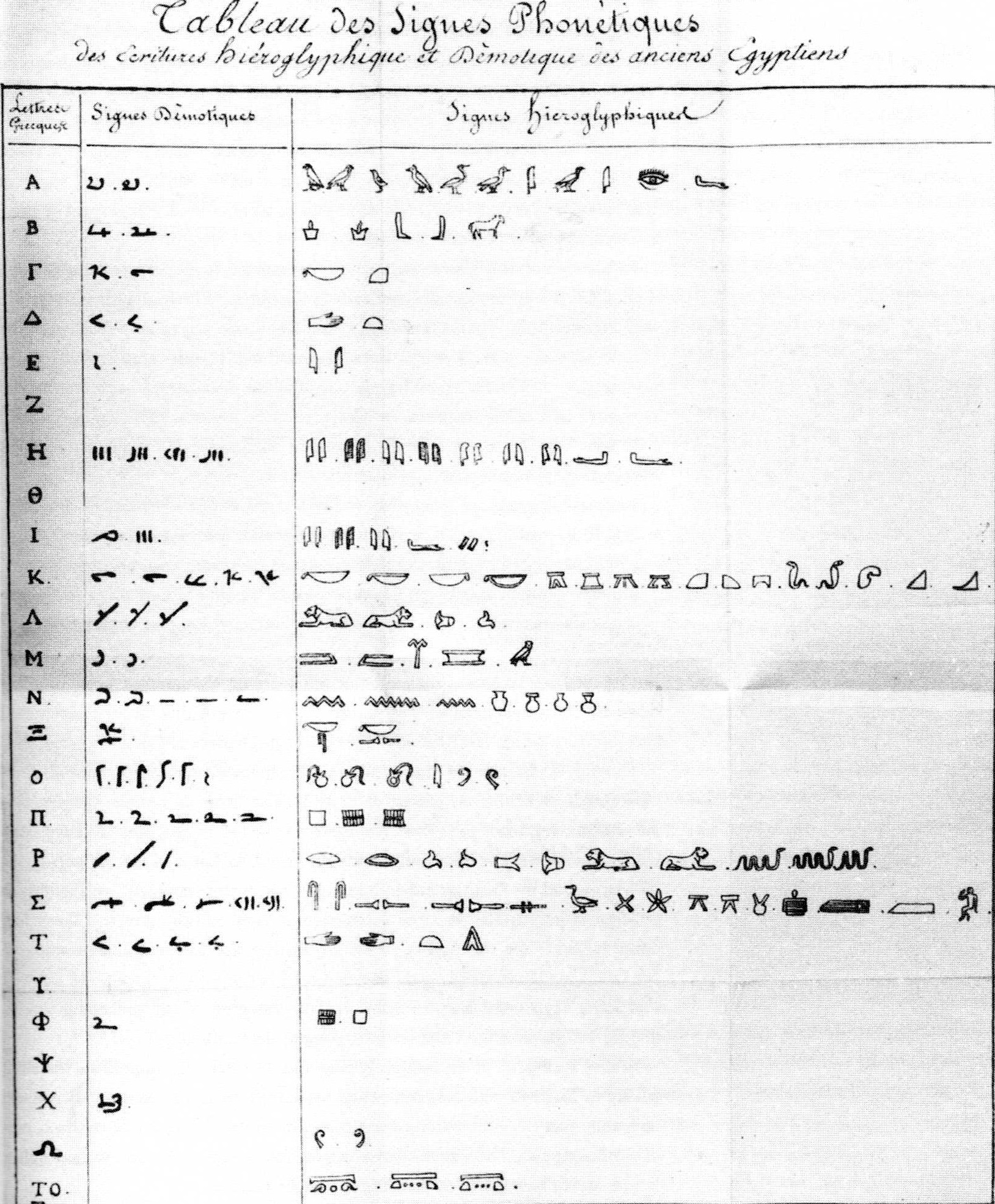
La tabella di caratteri fonetici copti, demotici e geroglifici che appaiano in tratto della lettera nel Lettre à M. Dacier

Lettre à M. Dacier (titolo completo: Lettre à M. Dacier relative à l'alphabet des hiéroglyphes phonétiques: "Lettera a M. Dacier riguardante l'alfabeto dei geroglifici fonetici") è una comunicazione scientifica, sotto forma di una lettera, inviata nel 1822, dall'egittologo Jean-François Champollion, a Bon-Joseph Dacier, segretario francese dell'Académie des Inscriptions et Belles-Lettres. È il testo fondante su cui gli Antichi geroglifici egiziani sono stati sistematicamente decifrati da Champollion, in gran parte sulla base della Stele di Rosetta.

## Storia
Mentre fece una visita a suo fratello Jacques-Joseph (14 settembre 1822), grande sostenitore delle sue idee, Champollion riuscì a decifrare i geroglifici egizi, esultando "Je tiens l'affaire!" ("Ce l'ho!"), e poi svenne dalla sua eccitazione.
Il 27 settembre 1822, espone all'Académie des Inscriptions et Belles-Lettres una bozza contenente otto pagine di testo. La versione finale è stata pubblicata alla fine di ottobre 1822 da Firmin Didot in un libretto di 44 pagine con 4 tavole illustrate.

## Mostra al Louvre
In occasione del 150º anniversario della lettera, nell'ottobre del 1972, la Stele di Rosetta è stato visualizzata accanto al Louvre di Parigi.